# 921平安鐘
25°02′31″N 121°32′47″E / 25.041853°N 121.546425°E
921平安鐘，是位在臺灣臺北市大安區光武里頂好廣場、東區地下街出口旁的九二一大地震紀念碑，由法鼓山在2000年出資設立，2019年挪移僅部分保留。

## 原先造型
921平安鐘主體為有緩斜度的覆銅鋼，長6公尺與寬5公尺，重6公噸。狀似鐘形的金屬版有象徵108種煩惱的琉璃材質乳丁、鐘擺形的流溝。底面裝設姚仁恭設計的投射燈。水流緩緩流過襯以周遭的照明，代表生命永不止息。金屬版中直徑約2公尺的水池放置王俠軍設計、高約80公分、寬1.3公尺、重1.5公噸的合掌雕塑。材質為鑄銅製成。合掌背後有象徵台灣大地的山屏圓弧，配合一旁的28棵荷花玉蘭來意味「好山好水」。原先作用上，可每小時敲響一次。
設計是源自於法鼓山基金會的構想，並委由姚仁喜、王俠軍等共同創作。造型傳達台灣大地的山屏會將九二一地震傷害的裂縫，在眾人祝褔與力量下縮到最小。

## 設立過程

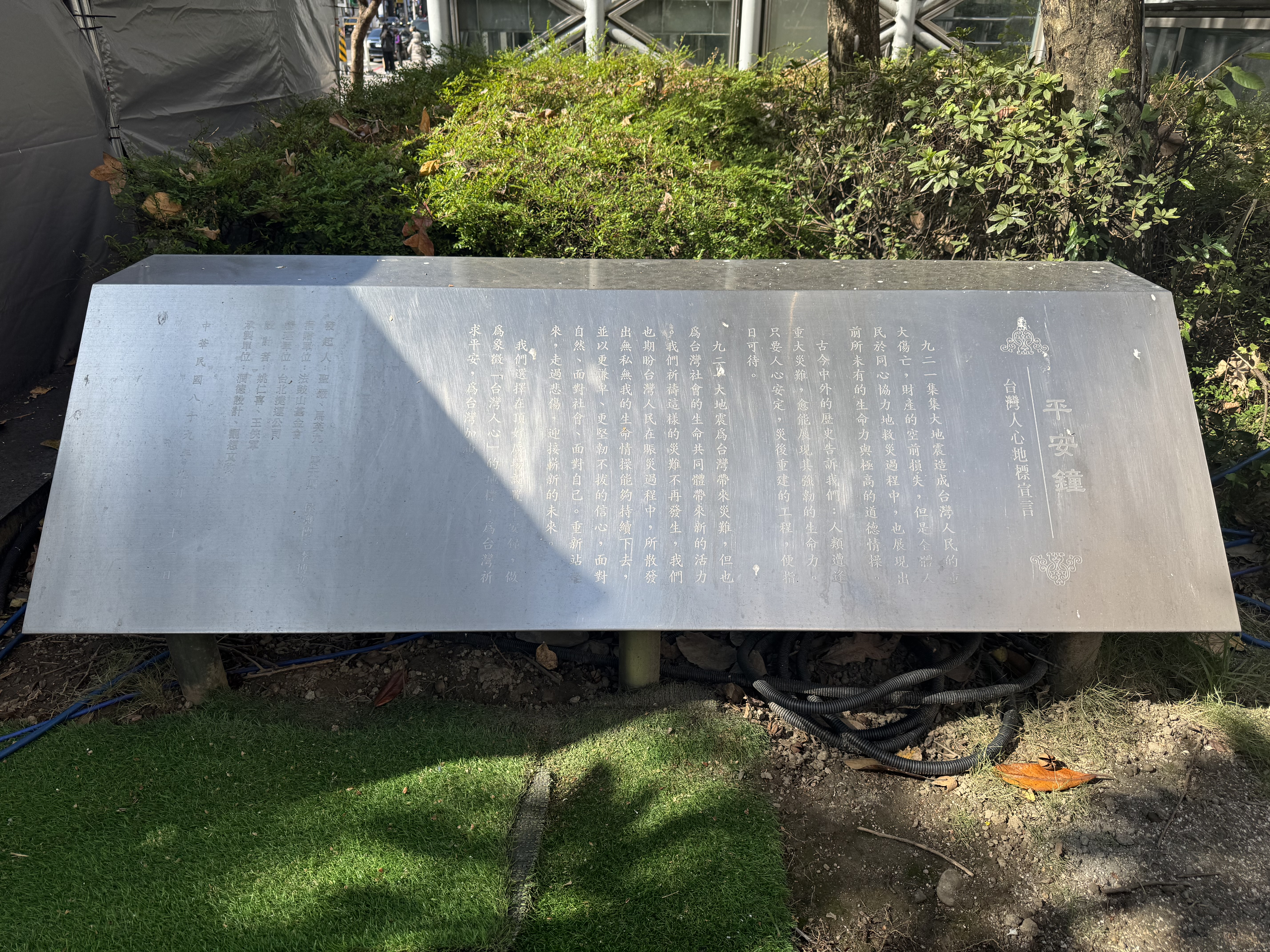
說明牌紀錄承造方潤德室內裝修設計工程、觀想文物

921平安鐘造價新台幣2000萬元，由法鼓山文教基金會全額出資。聖嚴法師表示，此為地震受難者祈福，願生者永遠平安，不要再有類似的災難發生。1999年10月15日，聖嚴法師在台北捷運大街水景舞台區主持「敲響平安鐘、全民來祈福--台灣人心地標重建」記者會，邀台北市市長馬英九、中華民國宗教與和平協進會理事長馬天賜神父、聖母聖心會代會長侯發德神父，以及台北捷運公司李博文董事長等人，共同擔任912平安鐘的設立發起人。12月30日下午2點，九二一地震百日，台北捷運公司董事長李博文、副市長歐晉德、法鼓山果品法師、宗教與和平協會理事鄭信真牧師、東星大樓受災戶孫啟峰、孫啟光兄弟、許琪婷、藍星禧母子在捷運台北車站豎立921平安鐘雛形。
本來921平安鐘是計畫各設在埔里、臺北捷運水景舞台。之前台北捷運委託中華民國都會發展協進會規畫頂好廣場時，原計畫在此設立以水為意象的景物，以紀念原為瑠公圳部分。在921平安鐘計畫改設在頂好廣場後，擔心影響商機的當地商家數度發起抗議。如2000年8月10日，台北捷運公司說明會上，商家就集體表示反對。
2000年8月15日，市府宣布在九二一地震一周年當天舉行4場活動，包含防災公園辦紀念活動與演習、頂好廣場舉行平安鐘落成典禮、在大安森林公園追思音樂會。9月21日中午，在鏗然的鐘聲中，由聖嚴法師帶領國民黨主席連戰、親民黨主席宋楚瑜、新黨全委會召集人郝龍斌、台北市議會副議長費鴻泰、天主教聖母聖心會侯發德神父等人，以木瓢灑水於平安鐘上作啟用。落成當日，台北捷運公司推出以此為插圖的1000元新台幣儲值票，限量8萬張。自同年12月20日東區地下街出口啟用後，旅客可從忠孝復興站下車來此。台北捷運公司為配合平安鐘設置，該年定期於周六下午於該處舉行露天音樂會。

## 拆除搬遷

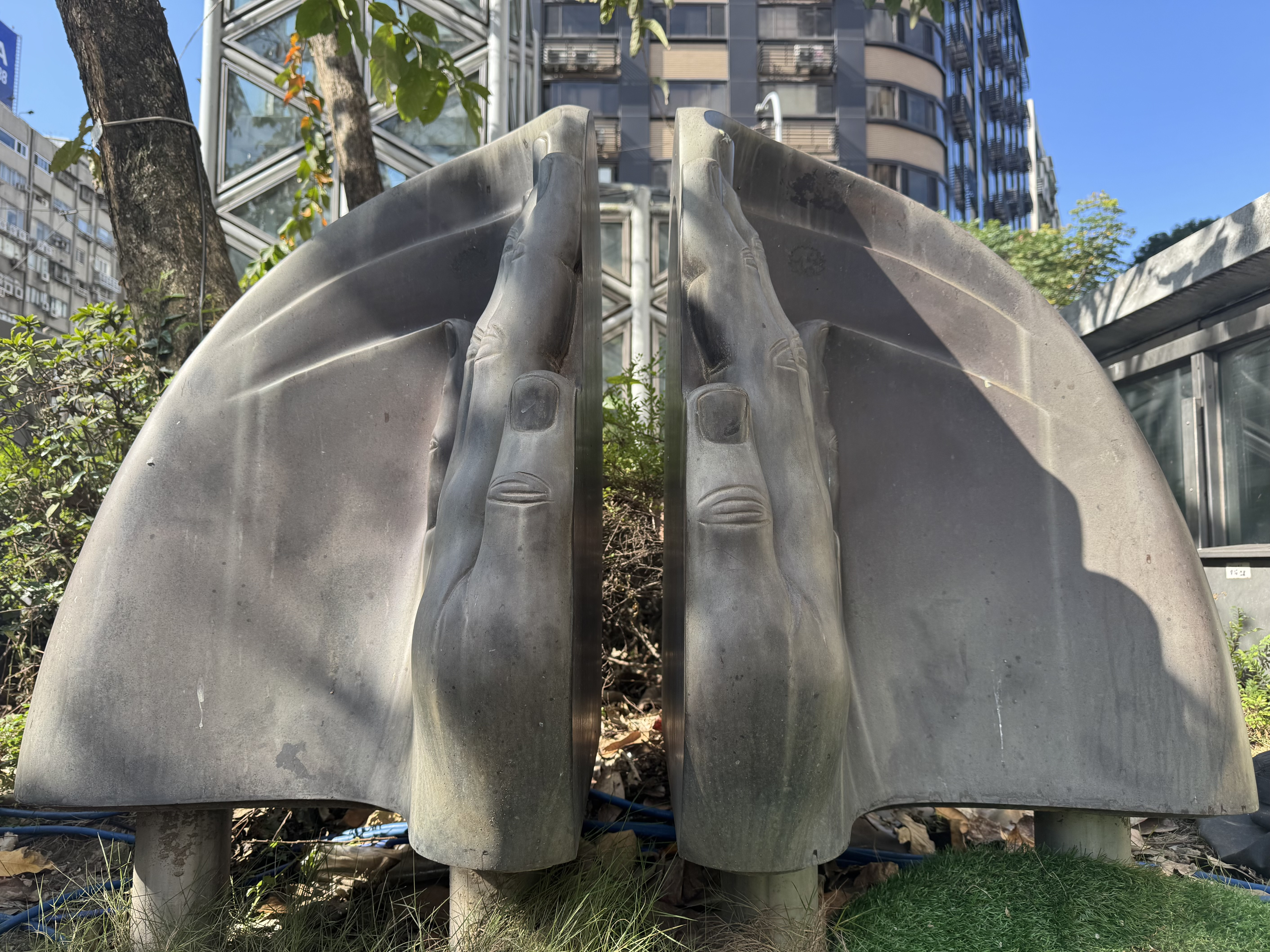
921平安鐘保留部分

2003年5月29日議員李慶元會勘時，已出現水流失效、破損等問題。後來，光武里長韓修和多次反映照明失去等問題。在里長表達平安鐘導致不方便辦活動等問題後，台北市政府商業處決定拆移。2019年8月1日，台北捷運公司改善東區地下街出口處環境，將平安鐘從廣場中央挪移至角落。